# Crisópolis
Crisópolis est une municipalité brésilienne de l'État de Bahia et la microrégion d'Alagoinhas.